# آرمسترانگ (ایندیانا)
آرمسترانگ (به انگلیسی: Armstrong) یک منطقهٔ مسکونی در ایالات متحده آمریکا است که در شهرستان وندربورگ، ایندیانا واقع شده‌است. آرمسترانگ ۱۴۳ متر بالاتر از سطح دریا واقع شده‌است.